# ریویچی کامییاما
ریویچی کامییاما (انگلیسی: Ryuichi Kamiyama؛ زادهٔ ۱۰ نوامبر ۱۹۸۴) بازیکن فوتبال اهل ژاپن است.
از باشگاه‌هایی که در آن بازی کرده‌است می‌توان به باشگاه فوتبال آویسپا فوکوئوکا اشاره کرد.